# Модельний статут
Модельний статут — типовий установчий документ, затверджений Кабінетом Міністрів України, який використовується для створення та провадження діяльності юридичних осіб, містить встановлені законом правила, що регулюють правовий статус, права, обов'язки та відносини, які пов'язані із створенням, управлінням та провадженням господарської діяльності відповідних юридичних осіб.
Право створення та діяльності товариства на підставі модельного статуту передбачено статтями 56 Господарський кодекс України та 87, п.1 Цивільний кодекс України.
Якщо юридична особа створюється на підставі модельного статуту, то в реєстраційній картці на проведення державної реєстрації юридичної особи проставляється відповідна відмітка з посиланням на типовий установчий документ.
Модельний статут державному реєстратору не надається.
Концепція модельного статуту почалась визначатись в англійському корпоративному праві. За законодавством Великої Британії з 1856 року компанія мала можливість при реєстрації не подавати індивідуальний статут, а заявити про дію щодо неї модельного статуту — статуту, затвердженого підзаконним нормативним актом уповноваженого державного органу.
В Україні з 2011 році концепція модельних статутів була визначена Законом України «Про державну реєстрацію юридичних осіб, фізичних осіб — підприємців та громадських формувань».
Зразок модельного статуту наведений в постанові КМУ «Деякі питання дерегуляції господарської діяльності» № 367 від 27.03.2019 р.
Модельний статут ТОВ містить тільки загальні положення законодавства. Ідентифікуючі ознаки товариства, такі як найменування, мета і предмет господарської діяльності, місцезнаходження, склад учасників, розмір статутного капіталу, розмір часток кожного із учасників, порядок внесення ними вкладів, зазначаються у рішенні про створення товариства. В ньому також вказується про перехід на діяльність на підставі модельного статуту.